# 직소천
직소천(直沼川)은 전북특별자치도 부안군 진서면 석포리에서 발원하여 변산면 대양리 해창포구 인근에서 황해로 유입되는 전북특별자치도의 하천이다. 하천연장은 16km이며, 직소폭포와 부안호을 이루고 있다.